# Estación Juan Godoy
Juan Godoy fue una estación ferroviaria correspondiente al Longitudinal Norte ubicada en la localidad de Juan Godoy, comuna de Copiapó, en la Región de Atacama, Chile. La estación fue construida como parte de la extensión de las vías entre el sistema de ferrocarriles de la estación Inca de Oro-estación Pueblo Hundido, que posteriormente conllevó a ser parte del Longitudinal Norte. Actualmente la estación no se encuentra en operaciones.

## Historia
La estación es originalmente parte de la extensión que unió a la estación Chulo y estación Inca de Oro, y por ende el sistema de ferrocarriles de la estación Inca de Oro-estación Pueblo Hundido con el ferrocarril Caldera-Copiapó. El proyecto originalmente comenzó a ser estudiado el 10 de junio de 1903, la enrieladura fue terminada el 20 de octubre de 1909 y fue inaugurado en 1910. Sin embargo, esta estación no existía en el diseño original de la vía, así como tampoco para 1922.
La estación es mencionada en documentos de 1958, pero no aparece en mapas de 1954. En 1967 seguía operativa, y existían otras viviendas alrededor de la estación.
La estación fue suprimida mediante decreto del 28 de julio de 1978. En su etapa de operaciones poseyó una vía principal y dos desvíos locales; actualmente solo la obra gruesa del edificio de la estación se encuentra en pie, así como la torre de soporte de un extractor de agua.

### Estación Aguada
En el libro de Santiago Marín Vicuña se menciona la existencia de la estación Aguada (27°15′48″S 70°08′55″O / -27.263437, -70.148649), ubicada a 10 kilómetros de la estación Chulo, la que se encontraba en la Aguada de Chulo, junto a la quebrada del mismo nombre; esta estación debió servir para cargar con agua a las locomotoras. Sin embargo, esta estación ya no es mencionada en mapas posteriores a 1922.

## Etimología
La estación recibe el nombre en honor a Juan Godoy, quien descubrió la mina Chañarcillo, cuya explotación llevó a la construcción del primer ferrocarril en Chile.